# Лесючевский, Николай Васильевич
Николай Васильевич Лесючевский (19 декабря 1907  [1 января 1908], Курск — 26 ноября 1978, Москва) — советский писатель, журналист, литературный критик и редактор. Заслуженный работник культуры РСФСР (1974).

## Биография
В 1931 году окончил Ленинградский историко-лингвистический институт (первый выпуск). Печатался с 1930 года.
Председатель Василеостровского отделения РАПП. Член Союза писателей СССР с 1934 года. Член ВКП (б) с 1940 года.
Работал в журнале «Стройка», заместитель главного редактора. Позднее — редактор журнала «Звезда», был снят с должности с наложением партийного взыскания.
В годы Великой Отечественной войны фронтовой корреспондент, с июня 1943 года редактор дивизионной газеты «За Родину» 48-й стрелковой дивизии, с декабря 1944 года — заместитель главного редактора армейской газеты «Удар по врагу» 42-й армии, майор. Награждён орденами Красной Звезды, Отечественной войны 2 степени.
Главный редактор издательства «Советский писатель» (1951—1957), в 1958—1964 годах — председатель правления, с 1964 года — директор издательства «Советский писатель».

Могила Лесючевского

Похоронен на Кунцевском кладбище в Москве (10 уч.).

### Участие в репрессиях в СССР
Лесючевского считали виновным в репрессиях, применённым к ряду писателей (Борис Корнилов, Бенедикт Лившиц, Елена Тагер, Николай Заболоцкий). Он известен негативными отзывами по запросам НКВД на творчество Н. Заболоцкого, Б. Корнилова, сыгравшими роковую роль в их судьбе.
В период хрущёвской оттепели была предпринята попытка сместить Лесючевского с должности, но он сумел сохранить свой пост.

Николай Васильевич Лесючевский — личность для своего времени характерная. Много лет стоит он во главе крупнейшего советского издательства, главного по изданию советских писателей. Его заслуги перед родной литературой велики: Лесючевский — автор доносов, на основании которых с 1937 по 1953 год были арестованы и уничтожены писатели. Документально подтверждено его участие в арестах Бориса Корнилова, расстрелянного в 1938 году, и Николая Заболоцкого, умершего своей смертью после реабилитации, но просидевшего в лагерях восемь лет. Крупнейший историк русской литературы, пушкинист Юлиан Григорьевич Оксман однажды во время торжественного заседания памяти Пушкина, на сцене Большого театра, отказался подать Лесючевскому руку. Там были разные представители — от Союза писателей, от Литературного музея; увидев Лесючевского, Ю. Г. Оксман громко спросил: «А вы здесь от кого? От убийц поэтов?» Когда после 1956 года тайное стало явным и доносы обнаружились, некоторые писатели потребовали привлечь Лесючевского к ответу. Он написал заявление в партийный комитет Союза писателей (я читал этот фантастический документ), в котором объяснял, что всегда был преданным сыном своей партии, свято верил в её непогрешимость и в правильность её генеральной линии и, составляя по заданию партии разоблачительный комментарий к стихам Корнилова, был убежден в преступности поэта, который, изображая диких зверей, конечно же зашифровывал в зоологических образах советское общество. В 1937—1938 годах он, Лесючевский, был горячим, бескомпромиссным комсомольцем, и вина его разве только в том, что он слишком безоглядно был предан высоким идеалам коммунизма. По поводу доноса о Заболоцком он, кажется, не оправдывался, но ведь автора «Столбцов» или «Лодейникова» так легко было обвинить в контрреволюции!
— Эткинд Е. Г. «Записки незаговорщика».

## Творчество
Основные литературоведческие статьи касаются творчества советских писателей — М. Шолохова, Н. Островского, Л. Леонова. «К явлениям текущей литературы подходил с жёстких позиций классовой борьбы и сталинской борьбы против „гнилого либерализма“».

## Оценки коллег
Лесючевский с закрытыми глазами знал портфели всех редакций, графики прохождения рукописей, биографии сотрудников — все до мелочей.— Сергей Каледин, «Для веселья нам даны молодые годы…»

Лесючевский был настоящий крупный издатель, широко, масштабно мыслящий, с безупречным вкусом при некотором самодурстве. Крупность его личности определяла политику единственного в стране и в Европе элитного профессионального издательства советских писателей.

…

Лесючевский был тяжёлым, самостийным, властным человеком; писателей, как таковых, не очень-то жаловал. По-настоящему он любил только литературу, русскую прозу и преданно служил ей и её кумирам.— Анна Гвоздева (Л. Р. Проскурина), отрывки из книги мемуаров «Вселенная летит со скоростью любви»

Директором издательства был тогда Николай Васильевич Лесючевский, тупой, ничего не смысливший в литературе бюрократ и доносчик. В 30-е годы он был тайным экспертом НКВД, то есть оценивал литературные достоинства текстов арестованных писателей, среди которых были такие известные, как Николай Заболоцкий, Павел Васильев, Борис Корнилов.— Владимир Войнович, из книги «Автопортрет. Роман моей жизни»

## Известные адреса
- Высотное здание на Кудринской площади[14]
- Резервный проезд
- Переделкино